# Proasellus mateusorum
Proasellus mateusorum är en kräftdjursart som beskrevs av Odette Afonso1982. Proasellus mateusorum ingår i släktet Proasellus och familjen sötvattensgråsuggor. Inga underarter finns listade i Catalogue of Life.